# Ivan Scala
Ivan Scala (Napoli, 2 luglio 1996) è un taekwondoka italiano undici volte campione italiano FITA ed ex titolare della Squadra Nazionale Italiana di Taekwondo.

## Biografia
Inizia a praticare le arti marziali a 10 anni dopo un percorso interrotto nel nuoto. Vince il primo titolo italiano cinture rosse cadetti (-57kg) nel 2010 proseguendo nel 2011 con il secondo titolo italiano cadetti (-57kg) cinture nere.
Nel 2014 inizia il suo percorso con raduni temporanei presso il centro di preparazione olimpica Giulio Onesti di Roma con la nazionale italiana di taekwondo.
Nella sezione juniores (categoria -59kg) vince i primi due campionati italiani di categoria e partecipa al suo primo campionato europeo di Taekwondo a Bucarest in Romania nel 2015.
Nella categoria Seniores -74kg ottiene due secondi posti al campionato nazionale di categoria e tre ori tra coppa Italia e campionato Italiano Under 21. Nel 2015 si trasferisce in ritiro permanente a Roma al Centro di Preparazione Olimpica del CONI dell'Acqua Acetosa (Centro di Preparazione Olimpica Giulio Onesti) sotto la guida tecnica del M° Yoon Soon Cheul.
Nel 2016 rappresenta l'Italia ai campionati internazionali di Montreux in Svizzera e sempre nel 2016 vince le prime medaglie internazionali con un argento al Luxor Open ed un oro al Greece Open. Rappresenta la Nazionale Italiana in competizioni intercontinentali in Messico, Corea ed Africa.
Dal 2017 nella categoria -80kg, vince tre campionati italiani a categorie olimpiche e un campionato italiano assoluto e partecipa a competizioni intercontinentali di spicco tra cui Belgian Open 2018 in Belgio, Egypt Open 2018 ad Alessandria d'Egitto, Duch Open 2019 nei Paesi Bassi, German Open in Germania, Trelleborg Open in Svezia, Manchester Open a Manchester, Spanish Open 2019 a Valencia ed un campionato Europeo ad Alicante oltre che alla partecipazione a due campionati mondiali.
Nel 2018/2019 approda tra i migliori trentadue al mondo (27º nel ranking Mondiale) nella sua categoria -80kg , acquisendo il diritto di accesso al Grand Prix di Roma valido per la qualificazione alle Olimpiadi di Tokyo 2020.
Nel settembre del 2020 ha annunciato il suo ritiro dall'attività agonistica per dedicarsi alla promozione della sua arte marziale e dello sport.
Ad Aprile 2024, il giorno dopo l'improvvisa morte del padre partecipa ad un Campionato Italiano a categorie olimpiche dopo cinque anni di inattività classificandosi in terza posizione nazionale. 

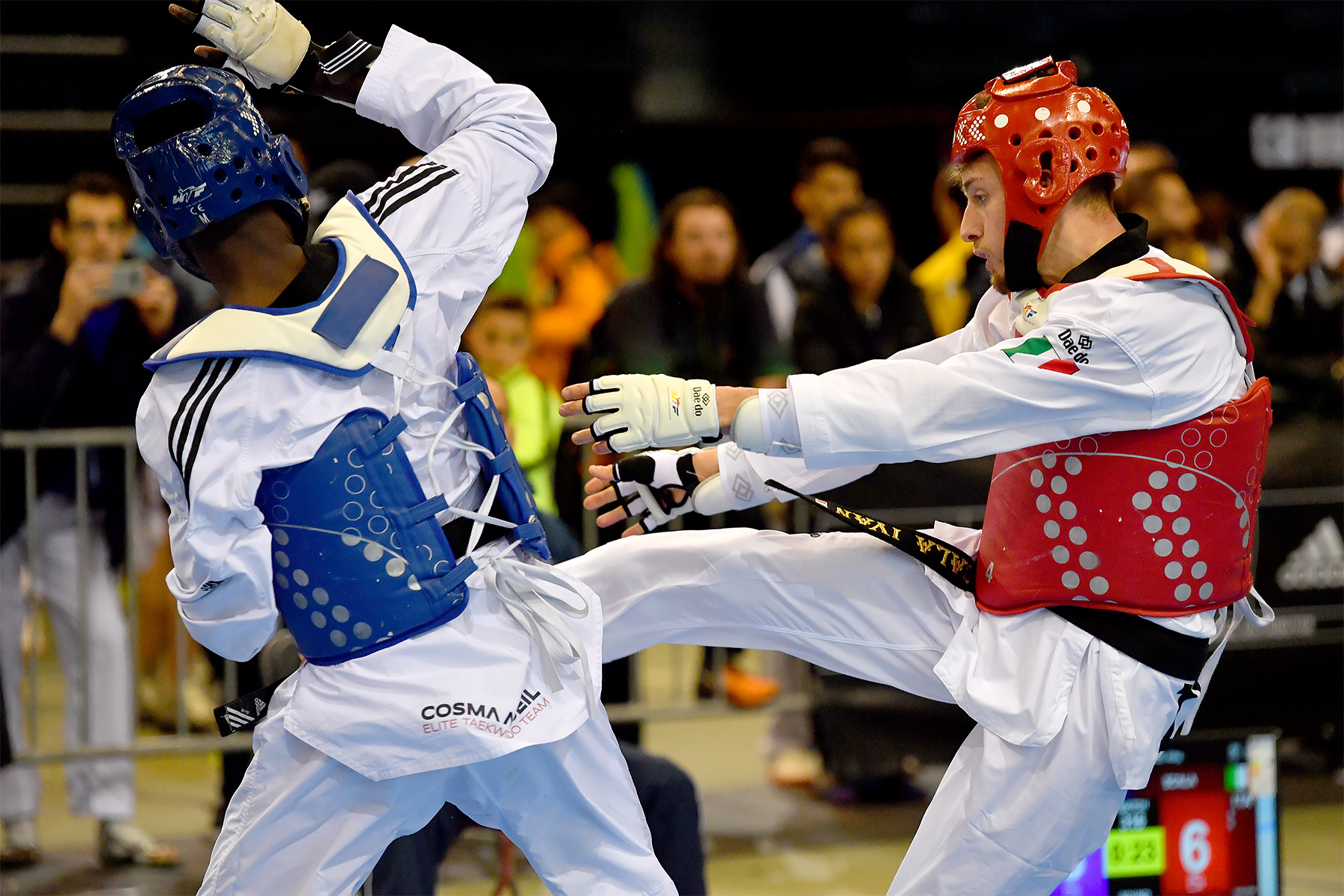